# 载波侦听多路访问
载波侦听多路访问（英語：Carrier Sense Multiple Access）是一種介质访问控制（MAC）的协议。载波侦听（英語：Carrier Sense）指任何连接到介质的设备在欲发送帧前，必须对介质进行侦听，当确认其空闲时，才可以发送。多路访问（英語：Multiple Access）指多个设备可以同时访问介质，一个设备发送的帧也可以被多个设备接收。

## CSMA依侦听／发送策略的分類
根据具体的侦听／发送策略，可将CSMA分为
非持续CSMA（英語：non-persistent CSMA）
当要发送帧的设备侦听到线路忙或发生碰撞时，会随机等待一段时间再进行发送；此策略可以减少碰撞，但会导致信道利用率降低，以及较长的延迟。
1-持续CSMA（英語：1-persistent CSMA）
当要发送帧的设备侦听到线路忙或发生碰撞时，会持续侦听；若发现不忙则立即发送。当传播延迟较长或多个设备同时发送帧的可能性较大时，此策略会导致较多的碰撞，导致性能降低。
p-持续CSMA（英語：p-persistent CSMA）
当要发送帧的设备侦听到线路忙或发生碰撞时，会持续侦听；若发现不忙，则根据一个事先指定的概率p来决定是发送帧还是继续侦听（以p的概率发送，1-p的概率继续侦听）；此种策略可以达到一定的平衡，但对于参数p的配置会涉及比较复杂的考量。
正确使用以上策略可以在一定程度上减少碰撞的发生，但无法彻底解决碰撞问题。

## 強化 CSMA 的方案

### 载波侦听多路访问／碰撞检测（CSMA/CD）
英語：
此方案要求设备在发送帧的同时要对信道进行侦听，以确定是否发生碰撞，若在发送数据过程中检测到碰撞，则进行如下碰撞处理操作：
1. 发送特殊阻塞信息并立即停止发送数据：特殊阻塞信息是连续几个字节的全1信号，此举意在强化碰撞，以使得其它设备能尽快检测到碰撞发生。
2. 在固定時間（一開始是1 contention period times）內等待隨機的时间，再次发送。
3. 若依舊碰撞，則採用截断二进制指数避退算法（英语：truncated binary exponential backoff）进行发送。即十次之內停止前一次“固定時間”的兩倍時間內隨機再發送，十次後則停止前一次「固定時間」內隨機再發送。嘗試16次之後仍然失败則放棄傳送。

此方案应用于以太网（DIX Ethernet V2）标准，IEEE 802.3标准。

### 載波檢測多重存取／碰撞避免（CSMA/CA）
英語：
此種方案採用主動避免碰撞而非被動偵測的方式來解決碰撞問題。可以滿足那些不易準確偵測是否有碰撞發生的需求，如無線網域。
CSMA/CA協定主要使用兩種方法來避免碰撞：
1. 設備欲發送訊框（Frame），且訊框聽到通道空閒時，維持一段訊框間隔時間後，再等待一段隨機的時間依然空閒時，才送出資料。由於各個設備的等待時間是分別隨機產生的，因此很大可能有所區別，由此可以減少碰撞的可能性。
2. RTS-CTS三向握手（英語：handshake）：設備欲發送訊框前，先發送一個很小的RTS（Request to Send）訊框給最近的接入點（Access Point），等待目標端回應CTS（Clear to Send）幀後，才開始傳送。此方式可以確保接下來傳送資料時，不會發生碰撞。同時由於RTS幀與CTS幀都很小，讓傳送的無效開銷變小。

此方案應用於無線局域網的IEEE 802.11標準。